# 걸프 전쟁의 전투 서열

1991년 2월 24~28일, 사막 폭풍 작전에 참전한 지상군의 4일간의 진격 방향

## ARCENT (U.S. 제3군)
지휘관: 존 J. 예삭 중장
- 중부특수작전사령부
- 제3군 임시인사사령부
- 제3군 임시재무사령부
- 제3의무사령부
  - 제173의무단
  - 제202의무단
  - 제244의무단
  - 제803의무단
  - 사우디아라비아 의료물자원
- 제6통신사령부
  - 제11통신여단
- 제22지원사령부
  - 제800헌병여단 (포로수용)
  - 제111병기단
  - 제475병참단 (POL)
  - 제3군 수송사령부
  - 제7수송단
  - 제32수송단
- 제352민사사령부
- 제416공병사령부
  - 제411공병여단
- 제11방공포병여단
- 제89헌병여단
- 제513군사첩보여단 (EAC)
- 제3헌병단 (범죄수사부)

### 제18(XVIII)공수군단
군단장: 게리 E. 럭 중장

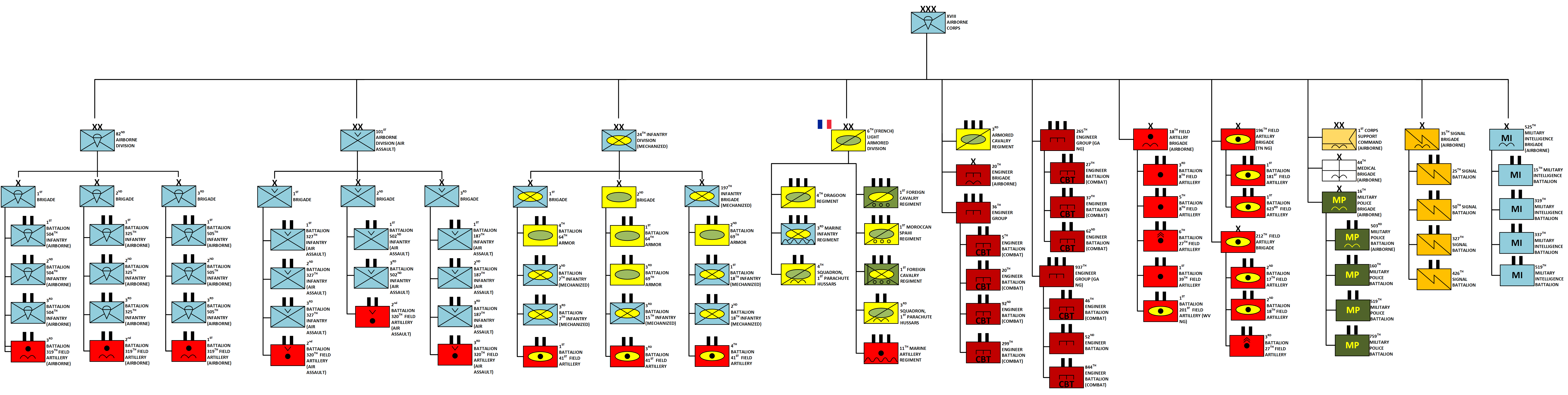
제18(XVIII)공수군단의 전투 서열

- 다게트 사단(Division Daguet) - 버나드 잔비어
  - 제6경기갑사단, 6지휘지원연대 (6e Régiment de Commandement)
  - 제1해병보병낙하산연대
  - 제2해병보병연대
  - 제6외인공병연대
  - 동부집단(프랑스어: Groupement Est)
    - 제4용기병연대 - AMX-30 주력전차
    - 제3해병보병연대
    - 제3전투헬리콥터연대
    - 제18야전포병여단 예하 2개 포병대대 - M198 곡사포

  - 서부집단(프랑스어: Groupement Ouest)
    - 제1외인기병연대 - AMX 10 RC
    - 제1스파히연대 - AMX 10 RC
    - 제2외인보병연대 - VAB
    - 제11해병포병연대 - TRF1 곡사포
    - 제1전투헬리콥터연대
    - 제18야전포병여단, 예하 1개 포병대대 - M198 곡사포

  - 제82공수사단, 2여단
    - 제325보병연대, 1대대
    - 제325보병연대, 2대대
    - 제325보병연대, 3대대
    - 제319야전포병연대, 2대대 (공수, 105T)
- 제82공수사단 - 소장 제임스 H. 존슨
  - 제1여단
    - 제504보병연대, 1대대 (공수)
    - 제504보병연대, 2대대 (공수)
    - 제504보병연대, 3대대 (공수)
    - 제319야전포병연대, 3대대 (공수, 105T)

  - 제3여단
    - 제505보병연대, 1대대 (공수)
    - 제505보병연대, 2대대 (공수)
    - 제505보병연대, 3대대 (공수)
    - 제319야전포병연대, 1대대 (공수, 105T)
- 제101공수사단 (공습강습) - 소장 J. H. 빈포드 페이 III
  - 제1여단
    - 제327보병연대, 1대대 (공중강습)
    - 제327보병연대, 2대대 (공중강습)
    - 제327보병연대, 3대대 (공중강습) - 91년 2월 27일에 제2여단으로 보내졌다.
    - 제320야전포병연대, 2대대 (공중강습) (105T)

  - 제2여단
    - 제502보병연대, 1대대 (공중강습) - 91년 2월 27일까지 제1여단과 함께함.
    - 제502보병연대, 3대대 (공중강습)
    - 제320야전포병연대, 1대대 (공중강습) (105T)

  - 제3여단
    - 제187보병연대, 1대대 (공중강습)
    - 제187보병연대, 2대대 (공중강습)
    - 제187보병연대, 3대대 (공중강습)
    - 제320야전포병연대, 3대대 (공중강습) (105T)
- 제24보병사단 (기계화) - 소장 베리 맥카프레이
  - 제1여단
    - 제64기갑연대, 4대대
    - 제7보병연대, 2대대 (기계화)
    - 제7보병연대, 3대대 (기계화)
    - 제41야전포병연대, 1대대 (155SP)

  - 제2여단
    - 제64기갑연대, 1대대
    - 제69기갑연대, 3대대
    - 제15보병연대, 3대대 (기계화)
    - 제41야전포병연대, 3대대 (155SP)

  - 제197보병여단 (기계화) - 제3여단 대리.
    - 제69기갑연대, 2대대
    - 제18보병연대, 1대대 (기계화)
    - 제18보병연대, 2대대 (기계화)
    - 제41야전포병연대, 4대대 (155SP)

#### 군단 전력
- 제3기갑기병연대
- 제20공병여단 (공수)[2]
  - 제36공병단 - 제24보병사단을 지원.
    - 제5공병대대 (CBT)
    - 제20공병대대 (CBT)
    - 제92공병대대 (CBT HVY)
    - 제299공병대대 (CBT)

  - 제265공병단 (GA ARNG) - 제24보병사단 지원.
    - 제27공병대대 (CBT, 공수)
    - 제37공병대대 (CBT, 공수)
    - 제62공병대대 (CBT HVY)

  - 제937공병단 - 제6경기갑사단을 지원했다.
    - 제46공병대대 (CBT HVY)
    - 제52공병대대
    - 제844공병대대 (CBT HVY)
- 제18야전포병여단 - 제6경기갑사단, 제82공수사단의 2여단 지원.
  - 제8야전포병연대, 3대대 (155T)
  - 제8야전포병연대, 5대대 (155T)
  - 제27야전포병연대, 6대대 (MLRS)
  - 제39야전포병연대, 1대대 (155T, 공수)
  - 제201야전포병연대 (155SP, 웨스트버지니아 육군 방위군)
- 제196야전포병여단 (테네스 육군 방위군)
  - 제181야전포병연대, 1대대 (203SP, 테네스 육군 방위군)
  - 제623야전포병연대, 1대대 (203SP, 켄터키 육군 방위군)
- 제212야전포병여단 - 제24보병사단을 지원
  - 제17야전포병연대, 2대대 (155SP)
  - 제18야전포병연대, 2대대 (203SP)
  - 제27야전포병연대, 3대대 (MLRS)
- 제1군단지원사령부 (공수)
  - 제46군단지원단 (공수)
  - 제101군단지원단
  - 제171군단지원단, (육군 예비군)
  - 제507군단지원단
  - 제44의무여단 (공수)[3]
    - 제1의무단
      - 제2이동육군외과병원
      - 제5이동육군외과병원
      - 제10이동육군외과병원
      - 제28전투지원병원
      - 제41전투지원병원
      - 제46전투지원병원
      - 제47전투지원병원

    - 제62의무단
      - 제15후송병원
      - 제44후송병원 (육군 예비군)
      - 제86후송병원
      - 제93후송병원
      - 제109후송병원 (앨라바마 육군 방위군)
- 제16헌병여단 (공수)[4]
  - 제160헌병대대
  - 제503헌병대대 (공수)
  - 제519헌병대대
  - 제759헌병대대
- 제35통신여단 (공수)[5]
  - 제25통신대대
  - 제50통신대대
  - 제327통신대대
  - 제426통신대대
- 제525군사첩보여단 (공수)
  - 제5군사첩보부대
  - 제319군사첩보부대
  - 제337군사첩보부대
  - 제519군사첩보부대

### 제7(VII)군단

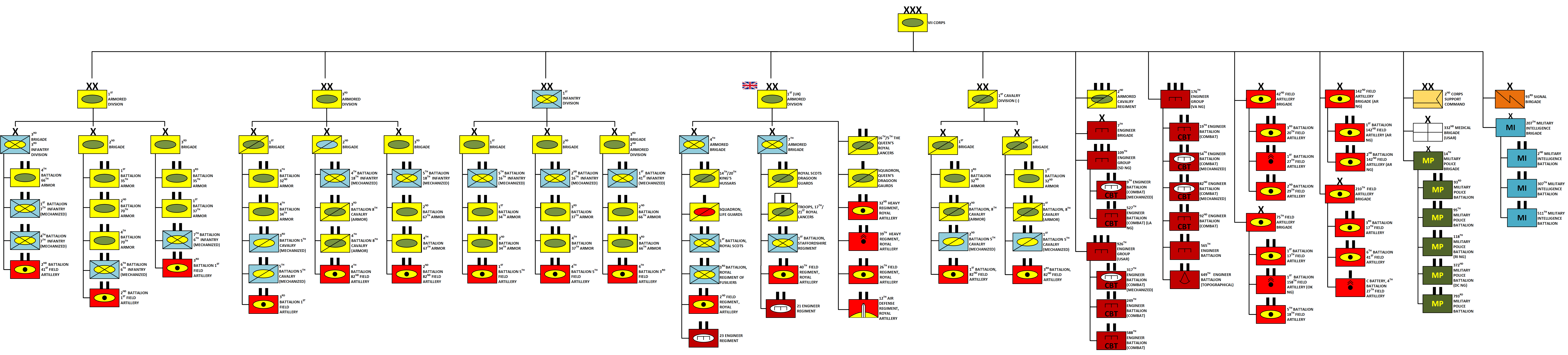
제7(VII)군단의 전투 서열

군단장: 중장 프레드릭 M. 프랭크, Jr.
- 제1기갑사단 - 소장 로널드 H. 그리피스
  - 제3보병사단, 3여단(기계화) - 제1여단 대리.
    - 제66기갑연대, 4대대
    - 제7보병연대, 1대대 (기계화)
    - 제7보병연대, 4대대 (기계화)
    - 제41야전포병연대, 2대대 (155SP)

  - 제2여단
    - 제35기갑연대, 1대대
    - 제70기갑연대, 2대대
    - 제70기갑연대, 4대대
    - 제6보병연대, 6대대 (기계화)
    - 제1야전포병연대, 2대대 (155SP)

  - 제3여단
    - 제35기갑연대, 3대대
    - 제37기갑연대, 1대대
    - 제6보병연대, 7대대 (기계화)
    - 제3야전포병연대, 2대대 (155SP)
- 제3기갑사단 - 소장 폴 E. 펀크
  - 제1여단
    - 제32기갑연대, 4대대
    - 제34기갑연대, 4대대
    - 제5기병연대, 3대대 (기계화)
    - 제5기병연대, 5 대대 (기계화)
    - 제1야전포병연대, 3대대 (155SP)

  - 제2여단
    - 제18보병연대, 4대대 (기계화)
    - 제8기병연대, 3대대 (기갑)
    - 제8기병연대, 4대대 (기갑)
    - 제82야전포병연대, 4대대 (155SP)

  - 제3여단
    - 제18보병연대, 5대대 (기계화)
    - 제67기갑연대, 2대대
    - 제67기갑연대, 4대대
    - 제82야전포병연대, 2대대 (155SP)
- 제1보병사단 (기계화) - 소장 토머스 라함
  - 제1여단
    - 제16보병연대, 5대대 (기계화)
    - 제34기갑연대, 1대대
    - 제34기갑연대, 2대대
    - 제5야전포병연대, 1대대 (155SP)

  - 제2여단
    - 제16보병연대, 2대대 (기계화)
    - 제37기갑연대, 3대대
    - 제37기갑연대, 4대대
    - 제5야전포병연대, 4대대 (155SP)

  - 제2기갑사단, 3여단 - 제3여단 대리
    - 제41보병연대, 1대대 (기계화)
    - 제66기갑연대, 2대대
    - 제66기갑연대, 3대대
    - 제3야전포병연대, 4대대 (155SP)
- 제1(영국)기갑사단[7] (소장 루페르트 스미스)
  - 제4기갑여단 - 여단장 크리스토퍼 햄머벡
    - 제14/20 왕의 후사르 & 라이프 가드스 편대 ("57식"기갑연대와 챌린저 1)
    - 왕립 정찰대, 1대대 (기갑보병대대, 워리어)
    - 왕립 퓨질리어 연대, 3대대 (기갑보병대대, 워리어)
    - 왕립야전포병 제2연대 (M109 155mm 자주활강포)
    - 제23공병연대 (센츄리움 165 AVRE)

  - 제7기갑여단 - 준장 패트릭 코르딩레이
    - 왕립 스코틀랜드 용기병근위대 & 17/21 창기병 (57식, 챌린저)
    - 여왕의 왕립 아일랜드 후사르 (57식, 챌린저)
    - 스태퍼드셔 연대 1대대 (기갑 보병 대대, 워리어)
    - 왕립포병 제40연대 (155mm SPG)
    - 제21공병연대 (센추리움 165 AVRE)
    - 사단 수색대
      - 제16/5 여왕의 왕립창기병 (FV107 시미터/FV102 스트라이커)
      - 여왕의 용기병근위대 ("중기갑수색"과 시미터, 스파르탄, 스트라이커)

  - 사단 포병단
    - 왕립방공포병 제12연대 (레이피어 트랙터)
    - 왕립야전포병 제26연대 (155mm 자주포)
    - 왕립중포병 제32연대 (203mm 자주포)
    - 왕립중포병 제39연대 (MLRS)
- 미국 제1기병사단 - 존 H. 타일리, Jr. 소장
  - 제1여단
    - 제32기갑연대, 3대대
    - 제8기병연대 연대, 2대대 (기갑)
    - 제5기병연대, 2대대 (기계화)
    - 제82야전포병연대, 1대대 (155SP)

  - 제2여단
    - 제32기갑연대, 1대대
    - 제5기병연대, 1대대 (기계화)
    - 제8기병연대, 1대대 (기갑)
    - 제82야전포병연대, 3대대 (155SP)

#### 군단 전력
- 제2기갑기병연대
- 제7공병여단[8]
  - 제109공병단 (사우스다코타 육군 방위군) - 제7(VII)군단 지원
    - 제9공병대대 (CBT, 기계화)
    - 제527공병대대 (CBT HVY) 루이지애나 육군 방위군)

  - 제176공병단 ( 버지니아 육군 방위군) - 제1보병사단 지원
    - 제19공병대대 (군단 CBT)
    - 제54공병대대 (CBT, 기계화)
    - 제82공병대대 (CBT, 기계화)
    - 제92공병대대 (CBT HVY)
    - 제565공병대대
    - 제649공병대대 (TOPO)

  - 제926공병단 (미국 육군 예비군) - 제1기갑사단 지원.
    - 제249공병대대 (CBT HVY)
    - 제317공병대대 (CBT, MECH)
    - 제588공병대대 (군단 CBT)
- 제42야전포병여단 - 제1보병사단, 제3기갑사단 지원.
  - 제20야전포병연대, 3대대 (155SP)
  - 제27야전포병연대, 1대대 (MLRS)
  - 제29야전포병연대, 2대대 (155SP)
- 제75야전포병여단 - 제1보병사단, 제1기갑사단 지원.
  - 제17야전포병연대, 1대대 (155mm 자주포)
  - 제18야전포병연대, 5대대 (203mm 자주포)
  - 제158야전포병연대, 1대대 (MLRS, OK ARNG)
- 제142야전포병여단 (AR ARNG) - 미국 제1보병사단, 영국 제1기갑사단 지원
  - 제142야전포병연대, 1대대 (203SP, AR ARNG)
  - 제142야전포병연대, 2대대 (203SP, AR ARNG )
- 제210야전포병여단 - 제2기갑기병연대, 제1보병사단 지원
  - 제17야전포병연대, 3대대 (155SP)
  - 제41야전포병연대, 6대대 (155SP)
- 제2군단지원사령부[9]
  - 제7군단지원단
    - 제6수송대대
    - 제71정비대대
    - 제87정비대대
    - 제213지원대대

  - 제16군단지원단
    - 제13지원대대
    - 제181수송대대
    - 제300근무지원대대

  - 제30군단지원단 (NC ARNG)
    - 제136병참대대
    - 제690정비대대

  - 제43군단지원단
    - 제68수송대대
    - 제169정비대대
    - 제544정비대대
    - 제553근무지원대대

  - 제159군단지원단 (USAR)
    - 제286근무지원대대

  - 제332의무여단 (USAR)[10]
    - 제127의무단 (AL ARNG)
      - 제31전투지원병원
      - 제128전투지원병원
      - 제377전투지원병원 (USAR)
      - 제403전투지원병원 (USAR)

    - 제341의무단 (USAR)
      - 제159이동육군외과병원 (LA ARNG)
      - 제475이동육군외과병원 (KY ARNG)
      - 제807이동육군외과병원 (USAR)
      - 제912이동육군외과병원 (USAR)
      - 제345전투지원병원 (USAR) - 1월에 MASH로 바뀌었음

    - 후송임무대 (임시)
      - 제12후송병원
      - 제13후송병원 (위스콘신 육군 방위군)
      - 제148후송병원 (AR ARNG)
      - 제312후송병원 (USAR)
      - 제410후송병원 (USAR)
- 제14헌병여단[11]
  - 제93헌병대대
  - 제95헌병대대
  - 제118헌병대대 (로드아일랜드 육군 방위군)
  - 제372헌병대대 (콜롬비아 육군 방위군)
  - 제793헌병대대
- 제93통신여단
- 제207군사정보여단
  - 제2군사정보대대
  - 제307군사정보대대
  - 제511군사정보대대

### MARCENT
지휘관 : 중장 월터 E. 부머
- 제1해병원정군
  - 제2해병사단(증원됨)
    - 제2기갑사단, 1여단
      - 제67기갑연대, 1대대
      - 제67기갑연대, 3대대
      - 제2전차대대
      - 제41보병연대, 3대대 (기계화)
      - 제3야전포병연대, 1대대 (155SP)

    - 제6해병연대
      - 제2해병연대, 2대대
      - 제6해병연대, 1대대
      - 제6해병연대, 3대대
      - 제8전차대대

    - 제8해병연대
      - 제4해병연대, 2대대
      - 제8해병연대, 1대대
      - 제23해병연대, 3대대

    - 제10해병연대
      - 제10해병연대, 2대대 (155T)
      - 제10해병연대, 3대대 (155T)
      - 제10해병연대, 5 대대 (155SP/203SP)
      - 제12해병연대, 2대대 (155T)

  - 제1해병사단(증원됨)
    - 제1해병연대 (TF 파파 베어)
      - 제1해병연대, 1대대
      - 제9해병연대, 3대대
      - 제1전차대대

    - 제3해병연대 (TF 타로)
      - 제3해병연대, 1대대
      - 제3해병연대, 2대대
      - 제3해병연대, 3대대

    - 제4해병연대 (TF 그리즐리)
      - 제7해병연대, 2대대
      - 제7해병연대, 3대대

    - 제7해병연대 (TF 리퍼)
      - 제5해병연대, 1대대
      - 제7해병연대, 1대대
      - 제3전차대대

    - 제11해병연대 (TF 킹)
      - 제11해병연대, 1대대 (155T)
      - 제11해병연대, 3대대 (155T)
      - 제11해병연대, 5대대(155T/155SP/203SP)
      - 제12해병연대, 1대대 (155T)
      - 제12해병연대, 3대대 (155T)

#### 군단 전력
- 제1전력근무지원단 (종합 지원)[13]
  - 제1일반지원단
    - 제131전투근무지원분견대
    - 제132전투근무지원분견대
    - 제2지원대대 (증원됨)
    - 제2정비대대 (증원됨)
    - 제6차량수송대대 (증원됨)
    - 제1상륙지원대대 (증원됨)
    - 제1치의대대

  - 제2일반지원단
    - 제7차량수송대대 (증원됨)
    - 제2상륙지원대대 (-)
    - 제1의무대대 (-)
    - 제91전투지원분견대
- 제2전력근무지원단 (직접 지원)
  - 제7공병지원대대 (증원됨)
  - 제8공병지원대대 (증원됨)
  - 제8차량수송대대 (증원됨)
  - 제2의무대대 (증원됨)
  - 제2치의대대
  - 제1직접지원단
    - 제10전투근무지원분견대
    - 제11기동전투근무지원분견대
    - 제17기동전투근무지원분견대

  - 제2직접지원단
    - 제26기동전투근무지원분견대
    - 제28기동전투근무지원분견대

### 합동군 집단

#### 전방사령부
- 사우디아라비아
  - 파이살 국왕여단 (방위군)
    - 제41대대
    - 제42대대

  - 제5공수대대
- 파키스탄 제7기갑여단

#### 동부사령부
Joint Forces Command East, 지휘관 : 카할리드 빈 슐탄 장군
- 사우디 제10기계화여단
- 북부 오만 여단 (지원됨)
- 아랍에미리트 기계화대대
- TF "오스만(Othman)"
  - 왕립 사우디 제8기계화여단
  - 쿠웨이트 "Al Fatah" 여단
  - 쿠웨이크 제2/5기계화대대
  - 바레인 차량화보병중대
- TF "아부 바크르(Abu Bakr)"
  - 사우디 제2여단 (방위군)
- TF "타리크(Tariq)"
  - 왕립 사우디 해병대대
  - 모로코 제6기계화대대
  - 세네갈 제1보병대대

#### 북부사령부
Joint Forces Command North
- 시리아
  - 제9기갑사단
    - 제33기갑여단 (T-62 MBT's)
    - 제43기갑여단 (T-62 MBT's)
    - 제52기계화여단 (T-62 MBT's & BMP IFV's)
    - 제79대공여단
    - 제89포병연대

  - 제45코만도여단
    - 제122코만도대대
    - 제183코만도대대
    - 제824코만도대대
    - 포병대대
    - 대전차대대
- TF "카할리드"
  - TF "무타나"
    - 사우디 제20기계화여단 (M-60 MBT's)
    - 쿠웨이트 제35기계화여단 (M-84 MBT's)

  - TF "사아드"
    - 사우디 제45기갑여단 (AMX-30 MBT's)
    - 쿠웨이트 제15보병여단
- 예비 지원군
  -  쿠웨이트
    - "Haq" 여단
    - "Khulud" 여단

  -  사우디아라비아
    - 제15왕립MLRS대대
    - 제4공수대대
    - 공격항공대대
    - 제7표적확보중대
    - 왕립대전차중대

  -  체코
    - NBC방호중대

#### 이집트 제2(II)군단
군단장: 소장 Salah Mohamed Attia Halaby
- 제3기계화사단
  - 제23기갑여단
  - 제10기계화여단
  - 제114기계화여단
  - 제39포병여단 (M-109)
  - 제126대공포여단
- 제4기갑사단
  - 제2기갑여단
  - 제3기갑여단
  - 제6기계화여단
  - 제4포병여단 (M-109)
- 제1레인저연대
  - 3개 대대와 지원 병력

## 이라크군
지휘관 : 사담 후세인
- 제7(VII) 군단
  - 제1선
    - 제25보병사단
    - 제27보병사단
    - 제28보병사단
    - 제48보병사단

  - 제2선
    - 제12기갑사단
    - 제26보병사단
    - 제31보병사단
    - 제47보병사단
- 제4(IV) 군단 - 군단장: Yaiyd Khalel Zaki 소장
  - 제1선
    - 제16보병사단
    - 제20보병사단
    - 제30보병사단
    - 제34보병사단
    - 제36보병사단

  - 제2선
    - 제1기계화사단
      - 제34기갑여단
      - 제1기계화여단
      - 제27기계화여단

  - 제6기갑사단
  - 제21보병사단
- 제3(III)군단 - 군단장: 살라하 아부드 마하우드 소장
  - 제1선
    - 제7보병사단
    - 제8보병사단
    - 제11보병사단
    - 제14보병사단
    - 제15보병사단
    - 제18보병사단
    - 제19보병사단
    - 제29보병사단

  - 제2선
    - 제3기갑사단
    - 제6기갑여단
    - 제12기갑여단
    - 8 기계화여단
    - 제5기계화사단
      - 제15기계화여단
      - 제20기계화여단
      - 제26기갑여단

    - 제35보병사단
- 제2(II)군단 - 북부 쿠웨이트 근방에 위치했다.
  - 제1선
    - 제2보병사단
    - 제37보병사단
    - 제?보병사단

  - 제2선
    - 제51기계화사단

### 예비
이라크 공화국 수비대, 사령관: 소장 Ayad Futayih al-Rawi
- 제1(I)공화국수비군단
  - 제1기갑사단 "Hammurabi"
    - 제17, 18기갑여단
    - 제8, 9기계화여단

  - 제2기갑사단 "Al-Medina"
    - 제2, 10기갑여단
    - 제14 기계화여단

  - 제3기계화사단 "Tawakalna"
    - 제9기갑여단
    - 제18, 29기계화여단

  - 제4차량화사단 "Al-Faw"
  - 제8보병사단 "As Saiqa" (특수부대)
- 제2(II)공화국수비군단
  - 제5차량화사단 "Baghdad"
    - 제4, 5, 6차량화여단

  - 제6차량화사단 "Nebuchadnezzar"
    - 제19, 22, 23차량화여단

  - 제7차량화사단 "Adnan"
    - 제2기갑여단
    - 제11, 12차량화여단
- 제9(IX)군단
  - 제10기갑사단
  - 제17기갑사단
  - 제52기갑사단
  - 제45보병사단
  - 제49보병사단
  - 제?보병사단

## 같이 보기
- 걸프 전쟁의 다국적 연합군

## 참고

### 인용
1. ↑  Tim Thompson. “Order of Battle for XVIII Airborne Corps” (영어). 2011년 10월 19일에 확인함.
2. ↑  “20TH ENGINEER BRIGADE” (영어). flashesandovals. 2014년 12월 19일에 원본 문서에서 보존된 문서. 2011년 10월 19일에 확인함.
3. ↑  “44TH MEDICAL BRIGADE” (영어). flashesandovals. 2014년 12월 19일에 원본 문서에서 보존된 문서. 2011년 10월 19일에 확인함.
4. ↑  “16TH MILITARY POLICE BRIGADE” (영어). 2014년 12월 19일에 원본 문서에서 보존된 문서. 2011년 10월 19일에 확인함.
5. ↑  “35TH SIGNAL BRIGADE” (영어). flashesandovals. 2014년 12월 19일에 원본 문서에서 보존된 문서. 2011년 10월 19일에 확인함.
6. ↑  Tim Thompson. “Order of Battle for VII Armored Corps” (영어). 2011년 10월 19일에 확인함.
7. ↑  “British Ground Force in the Gulf War, 1990-91” (영어). orbat.com. 2002년 3월 3일. 2011년 8월 11일에 원본 문서에서 보존된 문서. 2011년 10월 19일에 확인함.
8. ↑  “7TH ENGINEER BRIGADE”. 《desertstorm1991.com》 (영어). flashesandovals. 2014년 12월 19일에 원본 문서에서 보존된 문서. 2011년 10월 19일에 확인함.
9. ↑  “2ND CORPS SUPPORT COMMAND” (영어). flashesandovals. 2014년 12월 19일에 원본 문서에서 보존된 문서. 2011년 10월 19일에 확인함.
10. ↑  “332ND MEDICAL BRIGADE” (영어). flashesandovals. 2014년 12월 19일에 원본 문서에서 보존된 문서. 2011년 10월 19일에 확인함.
11. ↑  “14TH MILITARY POLICE BRIGADE” (영어). flashesandovals. 2014년 12월 19일에 원본 문서에서 보존된 문서. 2011년 10월 19일에 확인함.
12. ↑  Tim Thompson. “Order of Battle for Marine Corps Expeditionary Force”. 《tim-thompson.com》 (영어). 2011년 10월 19일에 확인함.
13. ↑  Charles D. Melson; Evelyn Englander; David M. Dawson (1992). 《U. S. MARINES IN THE PERSIAN GULF 1990-1991: ANTHOLOGY AND ANNOTATED BIBLIOGRAPHY》 (영어). 워싱턴 D.C.: 미국 해병대, 역사 및 박물관 부서 본부. 227쪽.
14. ↑  Tim Thompson. “Order of Battle for Joint Forces Group” (영어). 2011년 10월 19일에 확인함.

### 자료
- Thomas D. Dinackus (2000). 《Order of Battle: Allied Ground Forces of Operation Desert Storm》 (영어). Central Point: Hellgate Press. ISBN 1-55571-493-5.
- Gorden L. Rottman; Ronald Volstad (1996). 《Armies of the Gulf War》. Elite Series No,45 (영어). Bloomsbury. ISBN 9781855322776.